# Astragalus longivexillatus
Astragalus longivexillatus — вид квіткових рослин з родини бобових (Fabaceae). Ареал охоплює такі країни: Туреччина (пн.-сх. Анатолія).

## Середовище
Зустрічається у степу, на висоті 1580–1800 метрів над рівнем моря. Основними загрозами є втрата середовища існування, спричинена людиною, та деградація, спричинені надмірним випасом худоби та заготівлею сіна.